# Laakkanaal

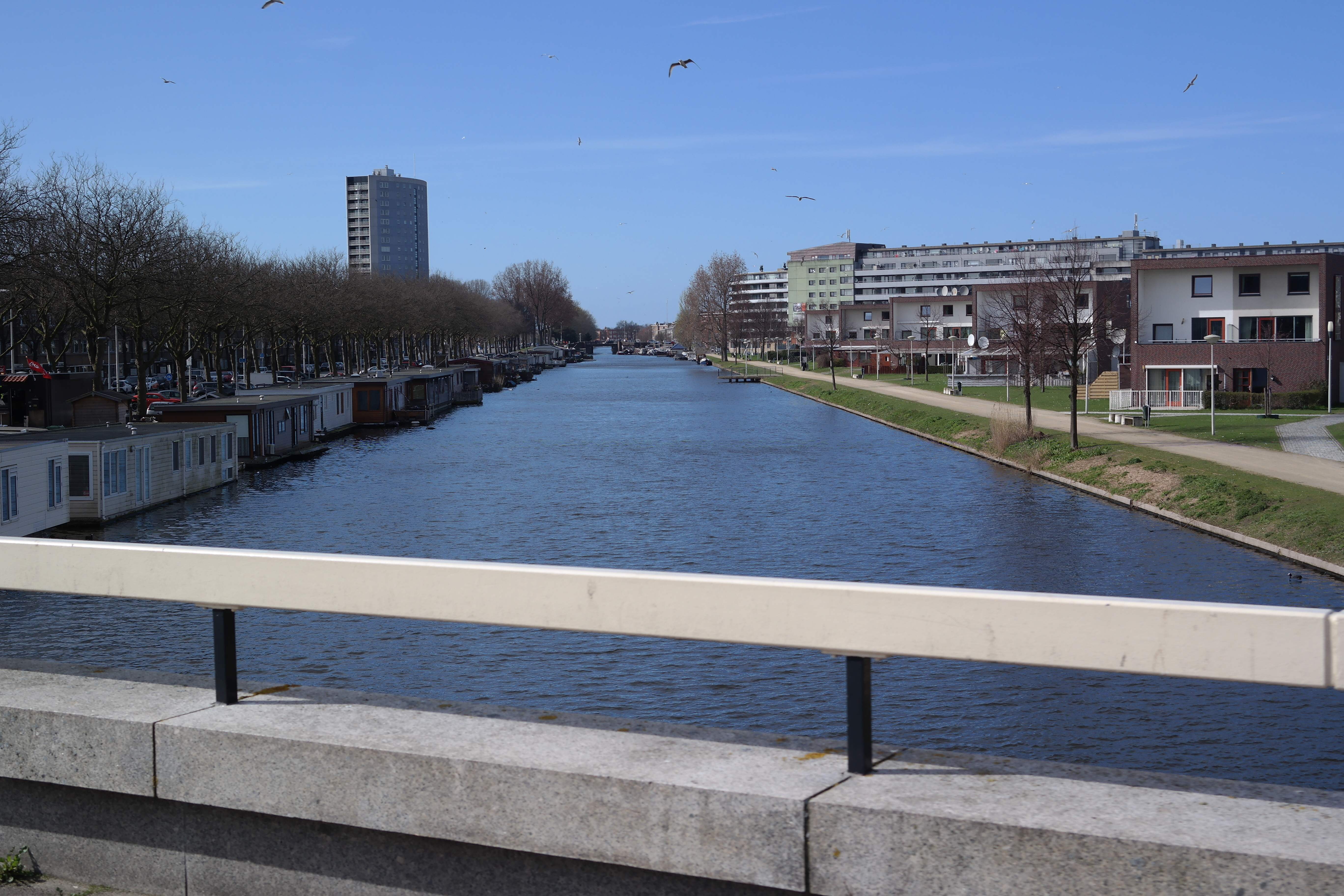
Het Laakanaal vanaf de brug bij de Fruitweg.

Het Laakkanaal in Den Haag (straatnaam: Soestdijksekade, Troelstrakade) is in 1924 gegraven als verbinding tussen de Loosduinsevaart en de Laakhaven in verband met het transport over water van tuinbouwproducten uit het Westland.
In 1932 verhuisde de groothandelsmarkt voor groente en fruit van de Veenkade naar een terrein bij het Laakkanaal.